# Dardanus sulcatus
Dardanus sulcatus is een tienpotigensoort uit de familie van de Diogenidae. De wetenschappelijke naam van de soort is voor het eerst geldig gepubliceerd in 1925 door Edmondson.